# 樹人醫護管理專科學校
樹人醫護管理專科學校（英語： Shu-Zen Junior College of Medicine and Management ，縮寫為SZMC），簡稱樹人醫專，是一所以醫護管理聞名之專科學校。由林朝家先生於1969年創辦，校名以校訓「仁慈博愛 ‧ 樹人樹德」而命名，校址位於臺灣高雄市路竹區，學生總數為專科之首。

## 現有科別與學制
民國 58 年，本校由林朝家先生於高雄縣湖內鄉創立「樹人高級藥劑職業學校」，占地 3.7 公頃。
國民黨紅派大老林仙保和創辦人私交甚篤；其子林益世也曾擔任該校董事。
民國 89 年 8 月升格為「樹人醫護管理專科學校」，並於 90 年 9 月遷入路竹校區。路竹校區占地 11.2 公頃，系科包含醫護、語言、管理、幼教美容保健等領域共四大類科，設有12個學科。
| 科別＼學制               | 五專 | 在職專班 |
| ------------------------ | ---- | -------- |
| 護理科                   | ★    |          |
| 物理治療科 （原 復健科） | ★    | ★        |
| 視光學科                 | ★    | ★        |
| 應用英語科               | ★    |          |
| 應用日語科               | ★    |          |
| 資訊管理科               | ★    |          |
| 幼兒保育科               | ★    |          |
| 醫學影像暨 放射技術科    | ★    |          |
| 牙體技術科               | ★    | ★        |
| 職能治療科               | ★    |          |
| 美容保健科               | ★    |          |
| 口腔衛生學科             | ★    | ★        |

## 校園環境
教學大樓
共有 4 棟-分為A、C、G、H棟，且彼此串聯。C棟為行政教學大樓設置於各教學大樓的中心位置， 學生辦理各項學務及教務事務。
宿舍規劃
宿舍1 樓為美食生活區、學生自治活動區、交誼廳等空間。2 樓以上提供 4 人 1 室之套房，共提供 1,080 床位。每個房間都採獨立冷氣機，衛浴設備。
休閒活動區
戶外設有操場、籃球場、排球場與足球場，有林蔭大道討論區，供住宿同學們使用。104 年 2 月興建多功能活動中心，於 105 年 12 月正式啟用，有室內羽球場、籃球場、管樂教室、柔道教室、圖書視廳中心、交誼咖啡廳、展覽中心、小組討論室等設施。

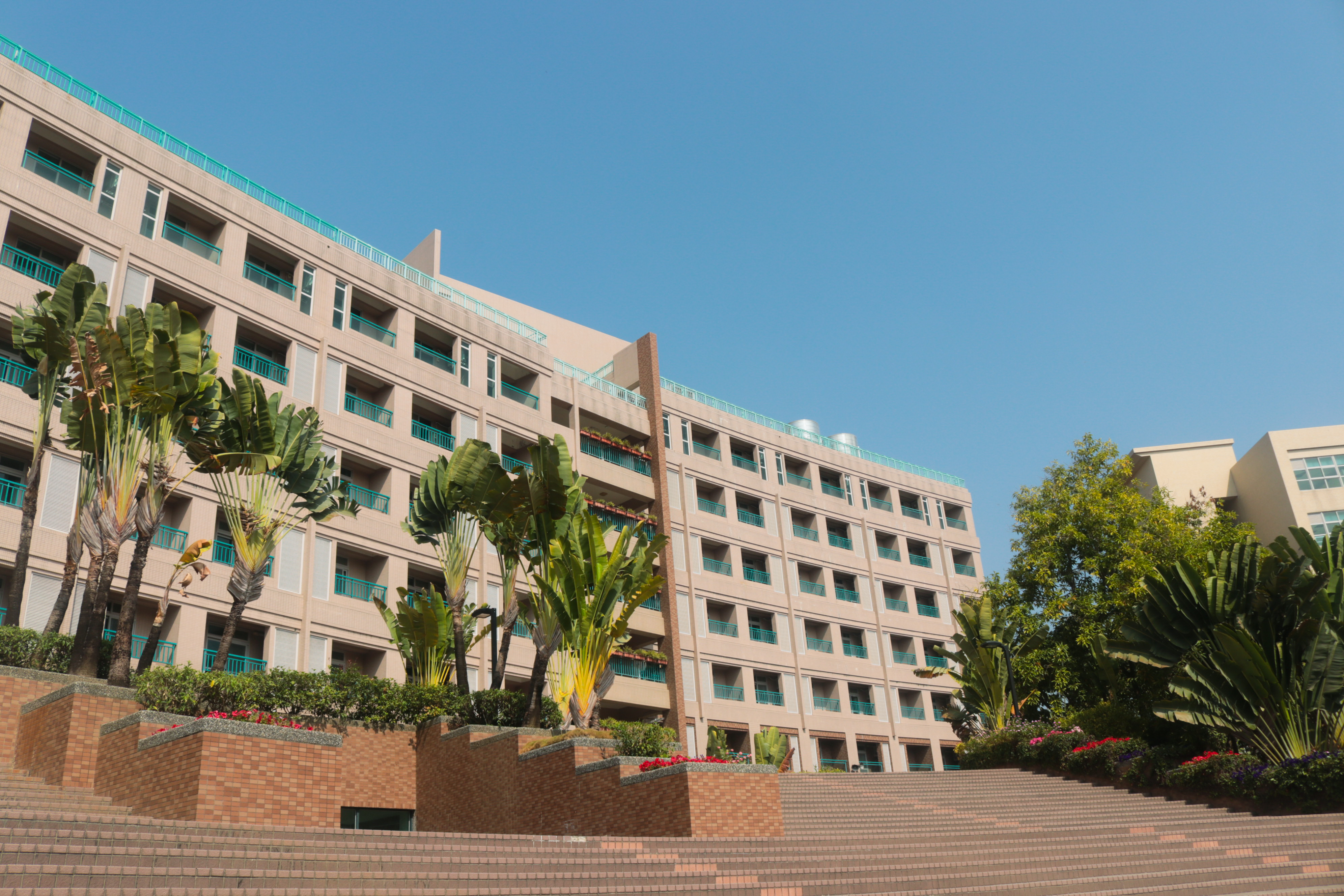
樹人醫專校舍

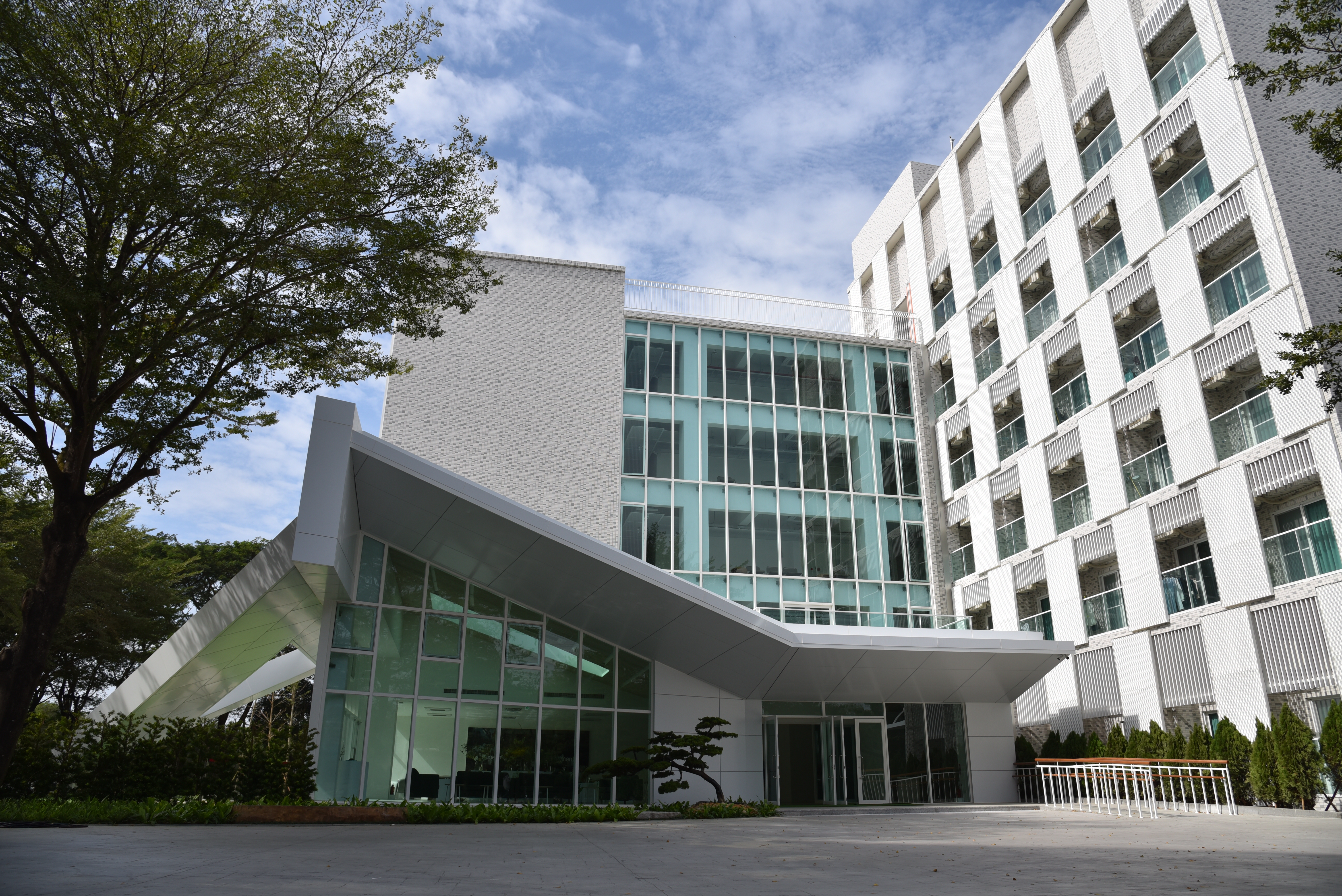
樹人醫專新校舍

| 代號 | 用途         | 所屬科系及設備。                                          |
| ---- | ------------ | --------------------------------------------------------- |
| A    | 教學大樓     | 護理科、資訊管理科、幼保科、電腦教室、OSCE 臨床技能中心。 |
| B    | 一般大樓     | 圖書館、文物館、國際會議廳。                              |
| C    | 行政教學大樓 | 視光學科、物治科、職治科。                                |
| D    | 男生宿舍     | 一樓為健身房。                                            |
| E    | 女生宿舍     | 一樓為美食街。                                            |
| F    | 女生宿舍     | 一樓為美食街。                                            |
| G    | 教學大樓     | 口衛科、醫影科、牙技科、游泳池。                          |
| H    | 教學大樓     | 美保科、護理科、應日科、應英科。                          |
| I    | 活動中心     | 主場館、視聽中心、交誼廳、策展中心、管樂教室、柔道教室。  |

## 國際合作姊妹校

### 亞洲
- 中华人民共和国
- 日本
  - 戶田中央看護學校
  - 拓殖大學
  - 長崎國際大學
  - 新潟經營大學
  - 明德義塾中學校及高等學校
  - 高知大學
  - 清泉女子大學
  - 北海道和寒中等學校
  - 北海道東川高校
  - 星槎道都大學
  - 關西大學
  - 金澤星稜大學
  - 愛知淑德大學
  - 福岡女學院大學
  - 鹿兒島女子短期大學
  - 明德義塾高等學校
  - 北星学園女子中学高等学校
- 大韓民國
  - 信韓大學
  - 大田保健專門大學
- 越南
  - 太原醫學大學

- 泰國
  - 清邁大學

### 美洲
- 美国
  - 肯塔基州立大學
  - 夏威夷長照莊園
- 加拿大
  - 愛爾金公園中學
  - 昆特侖理工大學
  - 帕諾拉馬里奇高中
  - 塔瑪納維斯高中
- 巴拉圭
  - 國立東方大學

### 歐洲
- 英国
  - 提賽德大學
  - 新堡學院

### 大洋洲
- - 坎特伯里理工學院
  - 凱恩斯陽光太平洋國際學院

## 交通
本校位於台28線環球路上，1.7公里就到國道一號路竹交流道。本校校車於高雄及台南市區皆有停靠。
公車：
| 編號  | 客運業者 | 營運區間               | 備註               |
| ----- | -------- | ---------------------- | ------------------ |
| 8041C | 高雄客運 | 茄萣站－高雄客運鳳山站 | 部分班次繞駛停靠。 |
| 8046B | 高雄客運 | 高鐵左營站－臺南火車站 | 部分班次繞駛停靠。 |

- 高雄市公共自行車租賃系統：
  - 樹人醫護管理專科學校：18柱（可由大湖車站轉乘台鐵或公車）

## 國內學校策略聯盟
| - 臺中市 - 中臺科技大學 - 台南市 - 遠東科技大學 - 嘉南藥理大學 - 台南應用科技大學 - 康寧大學 - 台灣首府大學 | - 高雄市 - 國立高雄科技大學 - 輔英科技大學 - 義守大學 - 陸軍軍官學校 - 高雄醫學大學 - 屏東縣 - 大仁科技大學 |

## 歷年日間部師生比及新生註冊率
- 110學年度日間部學生人數6743，專任老師人數221，日間部師生比30.51（學生數/老師數）。

- 112學年度新生註冊率97.24%。
- 113學年度新生註冊率99.06%。

## 外部連結
- 樹人醫護管理專科學校 （页面存档备份，存于）
- 大專院校校務資訊公開 （页面存档备份，存于）